# Catocala manitobensis
Catocala manitobensis là một loài bướm đêm trong họ Erebidae.